# Quelle brave ragazze
Quelle brave ragazze è un programma televisivo italiano, in onda dal 2022 su Sky Uno e, come molti prodotti Sky Original, replicato dopo molti mesi su TV8.

## Il programma
Tre VIP attempate (Mara Maionchi e Sandra Milo, affiancate prima da Orietta Berti poi da Marisa Laurito) si concedono una vacanza di cui non conoscono né destinazione né itinerario.
Viaggiano a bordo di un van con una livrea rosa leopardata, guidato da Alessandro Livi, e con un tablet che annuncia al trio le varie tappe del viaggio e le missioni da compiere. Esse sono ritenute completate quando le tre ragazze si scattano un selfie commemorativo.

## Edizioni
| Edizione | Anno | Periodo          | Periodo        | Rete    | Cast          | Cast        | Cast           | Puntate |
| Edizione | Anno | Inizio           | Fine           | Rete    | Cast          | Cast        | Cast           | Puntate |
| -------- | ---- | ---------------- | -------------- | ------- | ------------- | ----------- | -------------- | ------- |
| 1ª       | 2022 | 19 maggio 2022   | 23 giugno 2022 | Sky Uno | Mara Maionchi | Sandra Milo | Orietta Berti  | 6       |
| 2ª       | 2023 | 19 febbraio 2023 | 26 marzo 2023  | Sky Uno | Mara Maionchi | Sandra Milo | Marisa Laurito | 6       |

### Prima edizione (2022)
La prima edizione è andata in onda su Sky Uno dal 19 maggio al 23 giugno 2022. In chiaro, invece è stata replicata su TV8 a partire dal 12 gennaio 2023.

#### Puntate
| Puntata | Destinazione        | Messa in onda  | Paese  |
| ------- | ------------------- | -------------- | ------ |
| 1       | Madrid              | 19 maggio 2022 | Spagna |
| 2       | Madrid              | 26 maggio 2022 | Spagna |
| 3       | Siviglia            | 2 giugno 2022  | Spagna |
| 4       | Deserto di Tabernas | 9 giugno 2022  | Spagna |
| 5       | Granada             | 16 giugno 2022 | Spagna |
| 6       | Valencia            | 23 giugno 2022 | Spagna |

#### Missioni
| Puntata | Missioni                                                                              | Esito     |
| ------- | ------------------------------------------------------------------------------------- | --------- |
| 1       | Selfie con la band metal Lazarus al Trashcan                                          | Superata  |
| 1       | Selfie con il supereroe di Madrid in plaza Mayor                                      | Superata  |
| 2       | Selfie con le prime artiste che si esibiscono sul palco del locale LL                 | Superata  |
| 2       | Selfie presso la cattedrale di Justo Gallego dopo aver contribuito all'opera in corso | Superata  |
| 3       | Selfie con l'hermano mayor della confraternita di Triana                              | Superata  |
| 3       | Selfie con Miguel Vargas dopo lo spettacolo di flamenco                               | Superata  |
| 4       | Selfie a Fort Bravo dopo aver fatto rivivere un classico di Sergio Leone              | Superata  |
| 4       | Selfie dopo aver preso parte a un rituale olistico                                    | Superata  |
| 5       | Selfie con Granada dall'alto di una mongolfiera                                       | Superata  |
| 5       | Selfie con Augustino dopo aver scoperto i segreti delle cuevas del Sacromonte         | Superata  |
| 6       | Selfie con il Presidente dell'Associazione dei pescatori di Valencia                  | Superata  |
| 6       | Selfie con il Santo Graal custodito nella cattedrale di Valencia                      | Rifiutata |

#### Ascolti
Il dato considera gli ascolti cumulati prodotti su Sky Uno/+1 e sull'On Demand nel primo giorno di trasmissione, non essendo sempre disponibili i dati lineari del solo canale principale.
|         | Sky Uno        | Sky Uno        | Sky Uno | Sky Uno | TV8 (repliche)  | TV8 (repliche) | TV8 (repliche) | TV8 (repliche) |
| Puntata | Messa in onda  | Telespettatori | Share   | Fonte   | Messa in onda   | Telespettatori | Share          | Fonte          |
| ------- | -------------- | -------------- | ------- | ------- | --------------- | -------------- | -------------- | -------------- |
| 1       | 19 maggio 2022 | 366.000        | 0,7%    | [ 1 ]   | 12 gennaio 2023 | 560.000        | 2,7%           | [ 2 ]          |
| 2       | 26 maggio 2022 | 266.000        | 0,5%    | [ 3 ]   | 12 gennaio 2023 | 465.000        | 3,2%           | [ 2 ]          |
| 3       | 2 giugno 2022  | 265.000        | 0,5%    | [ 4 ]   | 19 gennaio 2023 | 494.000        | 2,2%           | [ 5 ]          |
| 4       | 9 giugno 2022  | 312.000        | 0,5%    | [ 6 ]   | 19 gennaio 2023 | 494.000        | 2,2%           | [ 5 ]          |
| 5       | 16 giugno 2022 | 276.000        | 0,6%    | [ 7 ]   | 26 gennaio 2023 | 514.000        | 2.5%           | [ 8 ]          |
| 6       | 23 giugno 2022 | 249.000        | 0,6%    | [ 9 ]   | 2 febbraio 2023 | 503.000        | 2,2%           | [ 10 ]         |

### Seconda edizione (2023)
La seconda edizione va in onda a partire dal 19 febbraio 2023 in prima visione su Sky Uno. Mentre su TV8 è stato replicato all'inizio del 2024.
 Dal cast della prima edizione esce Orietta Berti, sostituita da Marisa Laurito.
Non è possibile fare un raffronto degli ascolti in quanto non sono stati diffusi i dati del pay.

#### Puntate
| Puntata | Destinazione                    | Messa in onda    | Paese                |
| ------- | ------------------------------- | ---------------- | -------------------- |
| 1       | Principato di Monaco            | 19 febbraio 2023 | Principato di Monaco |
| 2       | Saint-Paul-de-Vence / Marsiglia | 26 febbraio 2023 | Francia              |
| 3       | Fès                             | 5 marzo 2023     | Marocco              |
| 4       | Ifrane                          | 12 marzo 2023    | Marocco              |
| 5       | Marrakech                       | 19 marzo 2023    | Marocco              |
| 6       | Deserto di Agafay               | 26 marzo 2023    | Marocco              |

#### Missioni
| Puntata | Missioni                                                            | Esito    |
| ------- | ------------------------------------------------------------------- | -------- |
| 1       | Selfie dopo aver mangiato un piatto di ostriche                     | Superata |
| 1       | Selfie dopo un giro su Monte Carlo in elicottero                    | Superata |
| 2       | Selfie dopo una partita di pétanque a Saint Paul de Vance           | Superata |
| 2       | Selfie dopo aver cucinato una bouillabaisse con chef Jeremy Tourgon | Superata |
| 3       | Selfie dopo aver trovato i simboli spirituali del suq di Fès        | Superata |
| 4       | Selfie dopo aver imparato il darija in una scuola elementare        | Superata |
| 4       | Selfie dopo dato da mangiare alle scimmie nella foresta di Azrou    | Superata |
| 5       | Selfie con un serpente in Piazza Jamaa el Fna                       | Superata |
| 5       | Selfie dopo aver ballato la danza del vassoio                       | Superata |
| 6       | Selfie dopo una perfetta contrattazione nel suq di Marrakech        | Superata |
| 6       | Selfie dopo un giro un buggie con le Kesh Angel                     | Superata |
| 6       | Selfie dopo aver visto l’alba nel deserto di Agafay                 | Superata |